# Pamplemousses SC
Der Pamplemousses Sporting Club ist ein 2000 gegründeter mauritischer Fußballverein aus der Stadt Pamplemousses.
Der in der obersten mauritischen Liga spielende Verein konnte bisher sechsmal die Meisterschaft und viermal den Pokalsieg erringen. Bei den daraufhin erfolgten Teilnahmen an der CAF Champions League bzw. des CAF Confederation Cup kam die Mannschaft jeweils über die Qualifikationsrunde nicht hinaus.

## Stadion
Seine Heimspiele trägt er im 16.000 Zuschauer fassenden Anjalay Stadium aus.

## Erfolge
- Mauritischer Meister: 2006, 2010, 2012, 2017, 2018, 2019
- Mauritischer Pokalsieger: 2009, 2016, 2018, 2023/24
- Mauritischer Republikpokal: 2010, 2011, 2013, 2017, 2019, 2020, 2023

## Spiele in den CAF Wettbewerben
| Wettbewerb                 | Runde       | Gegner            | Hinspiel | Rückspiel           |
| -------------------------- | ----------- | ----------------- | -------- | ------------------- |
| CAF Champions League 2007  | Erste Runde | Highlanders FC    | 0:1 (A)  | 1:0 (H) (8:9 n. E.) |
| CAF Confederation Cup 2010 | Vorrunde    | Moroka Swallows   | 1:2 (H)  | 0:3 (A)             |
| CAF Confederation Cup 2017 | Vorrunde    | Ngezi Platinum FC | 1:1 (H)  | 0:1 (A)             |
| CAF Champions League 2018  | Vorrunde    | Bidvest Wits      | 0:2 (A)  | 1:0 (H)             |